# Campidoglio (Saipan)
Il Campidoglio di Saipan (in inglese Capitol Hill) è la sede governativa e legislativa del territorio delle Isole Marianne Settentrionali, negli Stati Uniti d'America.